# Dieselov motor
Dieselov motor ili dizelski motor, motor s unutarnjim izgaranjem, koji koristi dizel kao pogonsko gorivo i koji radi Dieselovim ciklusom. Izumio ga je 1892. godine njemački inženjer Rudolf Diesel.
Dizelski motor je karakterističan po tome što nema svjećice, u cilindru se komprimira čist zrak, koji postiže toliku temperaturu da se nakon ubrizgavanja goriva u cilindar motora gorivo samozapaljuje. Tlakovi i temperature u cilindru su veći nego kod benzinskih motora, kao i stupanj iskorištenja.

## Povijest
- 1862. – Nicholas Immel razvija svoj motor na ugljen, sličan po principu rada Dieselovu motoru.
- 1892. – Rudolf Diesel usavršava princip rada Dieselova motora, koji vremenom dobiva njegovo ime.
- 1893. – 10. kolovoza Rudolf Diesel proizvodi prvu radnu inačicu svoje zamisli
- 1896. – Hornsby proizvodi traktore i lokomotive s Dieselovim motorom
- 1897. – Winton Motor Carriage Company proizvodi prvi automobil u SAD s Dieselovim motorom
- 1898. – Rudolf Diesel poboljšava svoj motor, te ga takvog patentira. Burmeister & Wain (B & W)Danska kupuje prava izrade Dieselova motora.
- 1899. – Diesel prodava licencu proizvođačima Kruppu i Sulzeru, koji postaju poznati proizvođači.
- 1904. – Francuska gradi prvu podmornicu s Dieselovim motorom.
- 1905. – Četiri turbopuhala za Dieselove motore i međuhladnjak stlačenog zraka su prvi put proizvedeni (tvrtka Büchl iz Švicarske), kao i prvi superpunjač (tvrtka Creux iz Francuske)
- 1912. – Prvi brod s Dieselovim motorom (MS Selandia) izgrađen je.
- 1914. – Njemačke podmornice (U-Boat) pokreću se MAN-ovim Dieselovim motorima. Motori dokazuju svoju pouzdanost u ratu.
- 1917. - Proizveden je prvi Dieselov motor na području Jugoslavije u tvornici SMEV u Bjelovaru.
- 1924. – Pojavljuju se prvi kamioni s Dieselovim motorom.
- 1933. – Citroën proizvodi Rosalie, prvi putnički auto s Dieselovim motorom.
- 1936. – Hindenburg se pokreće Dieselovim motorom.

## Prijepori oko izuma
Oko motora koji bi radio na neko drugo gorivo, različito od benzinskog motora, istraživanja su se vršila na mnogo mjesta. Jedan od takvih izuma bio je i motor s užarenom glavom kojeg su Herbert Akroyd Stuart i Charles Richard Binney patentirali 1890. za rad s ugljenom prašinom.
Dvije godine nakon njih Diesel registrira svoj patent koji radi na tekuće gorivo, na dizel. Od tada pa do danas traju prijepori oko stvarnog autora ovog motora, potencirani od strane naučnika engleskog govornog područja, koji pokušavaju dokazati da Diesel nije prvi izumio ovaj tip motora, već da je Dieselov motor izumljen u Engleskoj. Naročito se pokušava potencirati izvorna izvedba Rudolfa Diesela s ubacivanjem goriva u cilindar s mlazom toplog zraka, koja je vrlo brzo zamijenjena mehaničkim ubrizgavanjem pod tlakom koji daje sisaljka, što se kao izum pripisuje Stuartu i Binneyju.
Ako pogledamo definiciju Dieselova procesa, tada možemo vidjeti koja je njegova osnovna razlika od Ottova procesa. To je paljenje goriva u cilindru, koje se vrši na potpuno drugačiji način. Tu se razlikuju i gore spomenuta dva tipa motora. Paljenje goriva se kod motora s užarenom glavom vrši toplinom koju ima dio glave motora, dakle, posrednim utjecajem, dok je kod Dieselova motora ono samozapaljenje zbog visoke temperature zraka u cilindru. Na ovom argumentu padaju svi argumenti o ništavnosti Dieselovog patenta, jer je on prvi patentirao motor kojem se izgaranje vrši zbog samozapaljenja, što je i danas glavna karakteristika dizelskog motora.